# Klaus Jensen
Pour les articles homonymes, voir Jensen.
Klaus Jensen (né le 14 janvier 1952 à Duisbourg) est un homme politique allemand (SPD), ancien maire de Trèves, et secrétaire d'État du land de Rhénanie-Palatinat

## Biographie
En 1994, Klaus Jensen est nommé secrétaire d'État et vice-ministre du Travail, des Affaires sociales et de la Santé en Rhénanie-Palatinat. En septembre 2006, Klaus Jensen, soutenu par le parti social-démocrate et les Verts, remporte largement les élections communales de Trèves. Klaus Jensen a pris ses fonctions de maire le 1er avril 2007. Il cède sa place à son successeur Wolfram Leibe (SPD) le 24 mars 2015. Il devient par la suite consul honoraire du Luxembourg à Trèves, de 2015 à 2020, charge pour laquelle il est décoré en février 2022 de l'Ordre de Mérite du grand-duché de Luxembourg par le ministre des affaires étrangères Jean Asselborn.
Klaus Jensen vit à Trèves et est marié à Malu Dreyer depuis le 2 juillet 2004. Alors ministre du Travail, des Affaires sociales, de la Santé et de la Démographie de Rhénanie-Palatinat elle est depuis 2013 ministre-présidente du Land de Rhénanie-Palatinat.